# 斯平納維爾 (紐約州)
斯平納維爾（英語：Spinnerville）是位於美國紐約州赫基默縣的非建制地區。

## 歷史
斯平納維爾的郵局於1889年設立，其後於1900年停運。

## 地理
斯平納維爾所處的海拔為高於海平面384米（即1260英呎），而該地所採用的時區為UTC-5，即北美东部时区（EST）。同時該地設有夏令時間，為UTC-5調快一小時，即UTC-4（EDT）。